# Dragostea din tei
Dragostea din tei (rumänska för "Kärlek från lindarna") är den mest välkända singeln av den moldaviska gruppen O-Zone. Den framfördes på rumänska. Låten hade premiär i Moldavien i slutet av 2003, och i början av 2004 i övriga Europa. I april 2004 så toppade den listorna i Italien och Spanien. I Italien är den mest populära versionen av låten gjord av artisten Haiducii. I Sverige har båda versionerna letat sig in på "hitlistan - singlar" på Sveriges Radio P3 under 2004.
Den samplas i Rihannas och T.I.:s låt Live Your Life.

## Listplaceringar

### O-Zone
| Lista (2003-2005)   | Topplacering |
| ------------------- | ------------ |
| Belgien (Flandern)  | 2            |
| Belgien (Vallonien) | 1            |
| Danmark             | 1            |
| Finland             | 2            |
| Frankrike           | 1            |
| Italien             | 17           |
| Norge               | 1            |
| Schweiz             | 1            |
| Sverige             | 4            |
| Österrike           | 1            |

### Haiducii
| Lista (2004-2005)   | Topplacering |
| ------------------- | ------------ |
| Belgien (Flandern)  | 5            |
| Belgien (Vallonien) | 2            |
| Danmark             | 7            |
| Frankrike           | 2            |
| Italien             | 17           |
| Nederländerna       | 4            |
| Norge               | 4            |
| Schweiz             | 2            |
| Sverige             | 4            |
| Österrike           | 2            |

### Fotnoter
1. ↑  ”Listplacering”. http://www.ultratop.be/nl/showitem.asp?interpret=O%2DZone&titel=Dragostea+din+te%EF&cat=s. Läst 21 maj 2011.
2. ↑  ”Listplacering”. http://www.ultratop.be/fr/showitem.asp?interpret=O%2DZone&titel=Dragostea+din+te%EF&cat=s. Läst 21 maj 2011.
3. ↑  ”Listplacering”. Arkiverad från originalet den 2 november 2012. https://web.archive.org/web/20121102032606/http://danishcharts.com/showitem.asp?interpret=O%2DZone&titel=Dragostea+din+te%EF&cat=s. Läst 21 maj 2011.
4. ↑  ”Listplacering”. http://finnishcharts.com/showitem.asp?interpret=O%2DZone&titel=Dragostea+din+te%EF&cat=s. Läst 21 maj 2011.
5. ↑  ”Listplacering”. http://lescharts.com/showitem.asp?interpret=O%2DZone&titel=Dragostea+din+te%EF&cat=s. Läst 21 maj 2011.
6. ↑  ”Listplacering”. http://italiancharts.com/showitem.asp?interpret=O%2DZone&titel=Dragostea+din+te%EF&cat=s. Läst 21 maj 2011.
7. ↑  ”Listplacering”. http://norwegiancharts.com/showitem.asp?interpret=O%2DZone&titel=Dragostea+din+te%EF&cat=s. Läst 21 maj 2011.
8. ↑  ”Listplacering”. http://hitparade.ch/showitem.asp?interpret=O%2DZone&titel=Dragostea+din+te%EF&cat=s. Läst 21 maj 2011.
9. ↑  ”Listplacering”. http://hitparad.se/showitem.asp?interpret=O%2DZone&titel=Dragostea+din+te%EF&cat=s. Läst 21 maj 2011.
10. ↑  ”Listplacering”. http://austriancharts.at/showitem.asp?interpret=O%2DZone&titel=Dragostea+din+te%EF&cat=s. Läst 21 maj 2011.
11. ↑  ”Listplacering”. http://www.ultratop.be/nl/showitem.asp?interpret=Haiducii&titel=Dragostea+din+tei&cat=s. Läst 21 maj 2011.
12. ↑  ”Listplacering”. http://www.ultratop.be/fr/showitem.asp?interpret=Haiducii&titel=Dragostea+din+tei&cat=s. Läst 21 maj 2011.
13. ↑  ”Listplacering”. Arkiverad från originalet den 4 november 2012. https://web.archive.org/web/20121104013048/http://danishcharts.com/showitem.asp?interpret=Haiducii&titel=Dragostea+din+tei&cat=s. Läst 21 maj 2011.
14. ↑  ”Listplacering”. http://lescharts.com/showitem.asp?interpret=Haiducii&titel=Dragostea+din+tei&cat=s. Läst 21 maj 2011.
15. ↑  ”Listplacering”. http://italiancharts.com/showitem.asp?interpret=Haiducii&titel=Dragostea+din+tei&cat=s. Läst 21 maj 2011.
16. ↑  ”Listplacering”. http://dutchcharts.nl/showitem.asp?interpret=Haiducii&titel=Dragostea+din+tei&cat=s. Läst 21 maj 2011.
17. ↑  ”Listplacering”. http://norwegiancharts.com/showitem.asp?interpret=Haiducii&titel=Dragostea+din+tei&cat=s. Läst 21 maj 2011.
18. 1 2  ”Listplacering”. http://hitparade.ch/showitem.asp?interpret=Haiducii&titel=Dragostea+din+tei&cat=s. Läst 21 maj 2011.
19. ↑  ”Listplacering”. http://swedishcharts.com/showitem.asp?interpret=Haiducii&titel=Dragostea+din+tei&cat=s. Läst 21 maj 2011.